# Schladming
Schladming är en stadskommun i förbundslandet Steiermark i centrala Österrike. Kommunen har 6 548 invånare (2024).

## Bakgrund
Schladming är en liten stad vid foten av berget Planai, belägen i de nordvästligaste delarna av Steiermark – på gränsen till förbundsländerna Salzburg och Oberösterreich. Staden är känd som skidort och Schladming har tillsammans med det närbelägna berget Dachstein 223 km pister, 109 liftar och en högsta fallhöjd på cirka 1 200 meter.
Schladming är även känt för sitt öl Schladminger Bier.

## Stadsbild
De flesta butiker ligger på eller i närheten av Hauptplatz. Där finner man även Stadtsaal (stadshuset) och Rathaus (rådhuset). Ytterligare en bit bort ligger Planailiften, som tar resenärerna till toppen av Planai på 16 minuter (inklusive stopp på mellanstationen).

## Kommunen
Kommunen fick sin nuvarande utsträckning i samband med kommunreformen i Steiermark 1 januari 2015 då kommunerna Schladming, Pichl-Preunegg och Rohrmoos-Untertal slogs samman.
Kommunen består av nio orter (Ortschaften) (inom parentes invånarantal 1 januari 2024):

- Fastenberg (138)
- Gleiming (145)
- Klaus (985)
- Obertal (146)
- Pichl (582)
- Preunegg (139)
- Rohrmoos (931)
- Schladming (3 299)
- Untertal (183)

## Religion
Schladming har två kyrkor (en katolsk och en protestantisk).

## Sport
Världsmästerskapen i alpin skidsport avgjordes i Schladming 1982 och 2013.